# Downsiomyia
Downsiomyia is een geslacht van muggen uit de familie van de steekmuggen (Culicidae). De wetenschappelijke naam van het geslacht werd voor het eerst geldig gepubliceerd in 1950 door Vargas. Het door hem beschreven geslacht heeft als typesoort Downsiomyia nivea. De soorten van geslacht komen voor in Australazië alsmede in de Oriëntaalse en Palearctische gebieden. Het geslacht omvat in totaal dertig soorten.

## Soorten
- D. albolateralis (Theobald, 1908)
- D. albonivea (Barraud, 1934)
- D. axitiosa (Kulasekera, Knight & Harbach, 1990)
- D. dorseyi (Knight, 1946)
- D. ganapathi (Colless, 1958)
- D. harinasutai (Knight, 1978)
- D. idjenensis (Brug, 1934)
- D. inermis (Colless, 1958)
- D. lactea (Knight, 1946)
- D. laoagensis (Knight, 1946)
- D. leonis (Colless, 1958)
- D. litorea (Colless, 1958)
- D. mikrokopion (Knight & Harrison, 1988)
- D. mjobergi (Edwards, 1926)
- D. mohani (Knight, 1969)
- D. nipponica (LaCasse & Yamaguti, 1948)
- D. nippononivea (Sasa & Nakahashi, 1952)
- D. nishikawai (Tanaka, Mizusawa & Saugstad, 1979)
- D. nivea (Ludlow, 1903)
- D. niveoides (Barraud, 1934)

- D. novonivea (Barraud, 1934)
- D. omorii (Lien, 1968)
- D. pexa (Colless, 1958)
- D. pseudonivea (Theobald, 1905)
- D. saperoi (Knight, 1946)
- D. shehzadae (Qutubuddin, 1972)
- D. sinensis (Chow, 1950)
- D. subnivea (Edwards, 1922)
- D. vana (Colless, 1958)
- D. watteni (Lien, 1968)